# Myelobia incanellus
Myelobia incanellus là một loài bướm đêm trong họ Crambidae.